# Rak trzonu macicy
Rak błony śluzowej trzonu macicy, rak endometrium (łac. carcinoma endometrii, ang. endometrial cancer) – najczęstszy nowotwór złośliwy trzonu macicy.

## Epidemiologia
Rak endometrium jest 4. pod względem zachorowalności nowotworem złośliwym u kobiet. Największa zachorowalność przypada na przedział 55–70 lat.

## Etiologia i czynniki ryzyka
Wpływ na rozwój tego raka ma długotrwała stymulacja endometrium przez estrogeny, szczególnie przy jednoczesnym niedoborze progestagenów. Taka sytuacja ma miejsce u otyłych kobiet w okresie około- i postmenopauzalnym. W tym okresie jajnik przestaje produkować progesteron i estrogeny, ale produkuje androstendion (tak jak nadnercza). Androstendion ulega konwersji do estronu w tkance tłuszczowej. Ciągła stymulacja błony śluzowej przez estron bez wpływu progesteronu prowadzi do niekontrolowanej proliferacji nabłonka i zablokowania czynności sekrecyjnej komórek.
Produkcja estronu u kobiet otyłych może być nawet 20 razy większa niż u młodych i szczupłych.
Czynniki ryzyka:
- otyłość w wieku 50–59 lat
- hiperestrogenizm endogenny (hormonalnie czynne nowotwory jak ziarniszczak, otoczkowiak)
- hiperestrogenizm egzogenny – długotrwałe leczenie estrogenami bez zrównoważenia progesteronem (obecnie prawie nie stosowane)
- cukrzyca
- nadciśnienie tętnicze
- nierództwo
- późna menopauza
- wczesna menarche
- występowanie cykli bezowulacyjnych
- zespół policystycznych jajników
- choroby prowadzące do upośledzenia wydolności wątroby
- przebyte napromienianie na okolicę miednicy mniejszej
- uwarunkowania genetyczne (zespół Lyncha, zespół Cowden)
- długotrwałe leczenie tamoksyfenem.

### Rozrost endometrium
Estrogeny w nadmiernym stężeniu powodują niekontrolowany rozrost endometrium. Zwiększona aktywność mitotyczna powoduje patologiczny rozrost cew gruczołowych błony śluzowej. Wyróżniamy cztery rodzaje rozrostów endometrium:
- rozrost gruczołowy bez atypii (łac. hyperplasia glandularis simplex sine atypia)
- rozrost gruczołowy prosty z atypią (łac. hyperplasia glandularis simplex cum atypia)
- rozrost złożony bez atypii (łac. hyperplasia glandularis complex sine atypia)
- rozrost złożony z atypią (łac. hyperplasia glandularis complex cum atypia).

Rozrosty bez cech atypii nie są stanami przednowotworowymi. Ryzyko występowania raka błony śluzowej trzonu macicy wzrasta w przypadku istnienia rozrostu złożonego z atypią i wynosi 30–50%.

## Objawy i przebieg
Nieprawidłowe krwawienie z dróg rodnych po okresie menopauzalnym jest najważniejszym objawem każącym poszukiwać nowotworu trzonu macicy. Może ono występować zarówno przy patologicznym rozroście endometrium jak i w raku trzonu macicy. Około 20% krwawień z dróg rodnych w wieku pomenopauzalnym jest spowodowane rakiem endometrium.

### Histopatologia
Rak endometrium histologicznie dzielony jest na dwa typy:
- Typ 1 – rak endometrioidalny, histologicznie rak płaskonabłonkowy lub śluzowy; znacznie częstszy, związany z ekspozycją na estrogeny
- Typ 2 – histologicznie rak surowiczy lub jasnokomórkowy, rzadszy, o nieznanej etiologii i gorzej rokujący.

## Rozpoznanie
Tylko wynik badania histopatologicznego materiału uzyskanego po wyłyżeczkowaniu kanału szyjki i trzonu macicy może potwierdzić rozpoznanie.
Do rozpoznania bardzo przydatna jest ultrasonografia przezpochwowa. Pogrubiałe endometrium rozpoznaje się, gdy jego grubość przekroczy 4–5 mm u kobiet niestosujących hormonalnej terapii zastępczej, 8 mm u kobiet stosujących tę terapię. Gdy grubość endometrium przekroczy 12 mm, zachodzi podejrzenie nowotworu lub stanu przednowotworowego. Jest to wskazanie do abrazji macicy.

### Histopatologia

#### Typ I

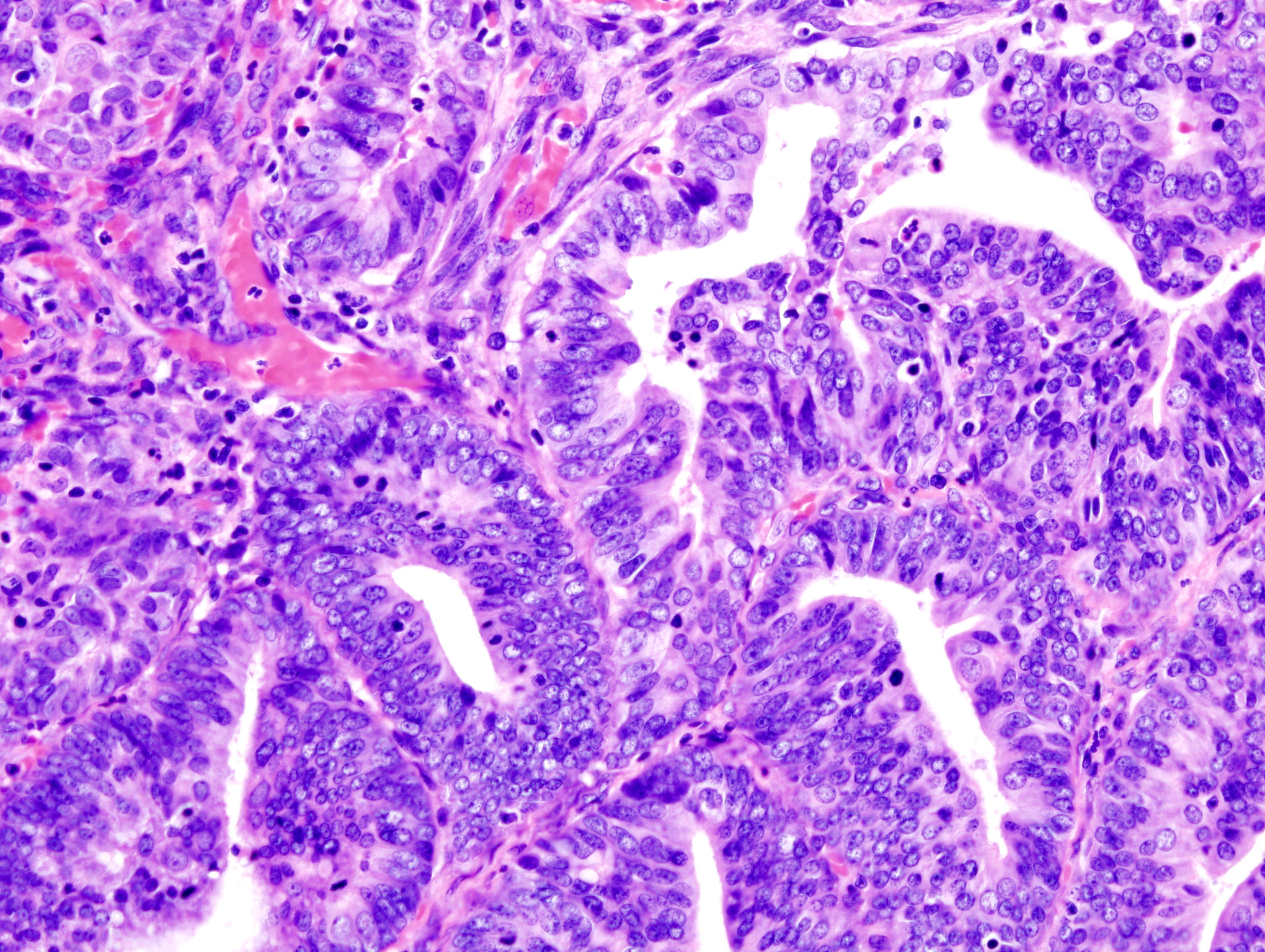
Rak gruczołowy endometrium typ I

Zazwyczaj rak endometrialny składa się z okrągłych lub owalnych gruczołów ograniczonych komórkami nabłonkowymi z zachowaną polarnością. Obecność dużych mas komórek nieformujących się w gruczoły świadczy o wyższym gradingu nowotworu.
- Grade I: lite masy stanowią <5% nowotworu
- Grade II: lite masy stanowią 5-50% nowotworu
- Grade III: lite masy stanowią >50% nowotworu[5]

#### Typ II

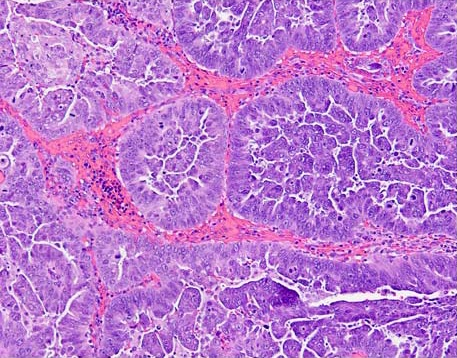
Rak gruczołowy endometrium typ II

W typie II nowotworu typ wzrostu jest zazwyczaj brodawkowaty, czasami mikrobrodawkowaty, w odróżnieniu do typu I, gdzie dominuje typ gruczołowy wzrostu. Można również zaobserwować pojedyncze gruczoły, jednak ich światło nie jest tak wyraźnie odgraniczone jak w typie I. Dość charakterystyczne są również ciałka piaszczakowate, stwierdzane są w ok. 30% przypadków. Jądra komórkowe zazwyczaj z dużą atypią, hiperchromatyczne, z wyraźnymi jąderkami i częstymi figurami mitotycznymi. Zgodnie z normami FIGO jest to zawsze guz o wysokim stopniu złośliwości histologicznej.

### Rozpoznanie różnicowe
W diagnostyce różnicowej należy przede wszystkim uwzględnić inne przyczyny krwawień z dróg rodnych.

## Leczenie

### Rozrosty atypowe
U kobiet przed okresem menopauzalnym, z rozrostem atypowym endometrium, pragnących zachować płodność, leczeniem z wyboru jest terapia hormonalna. Pacjentka musi pozostawać pod kontrolą specjalisty i musi być spełniony szereg warunków by mogło być prowadzone leczenie oszczędzające.
W wieku pomenopauzalnym stosuje się leczenie operacyjne, wykonuje się proste wycięcie macicy z przydatkami.

### Rak endometrium
Leczenie raka błony śluzowej jest głównie operacyjne. Chemioterapia jest stosowana do leczenia nawrotów choroby. Zastosowanie znajduje wysokodawkowa hormonoterapia progestagenowa.
W ok. 80% przypadków nowotworu w komórkach dochodzi do patologicznej zmiany w obrębie ścieżki PI3K/AKT, jest to największy odsetek spośród wszystkich nowotworów litych człowieka. Dlatego w niektórych przypadkach można zastosować leczenie ukierunkowane molekularnie, np. inhibitory mTOR.

## Rokowanie
| Stopień zaawansowania klinicznego według FIGO | Odsetek pięcioletnich przeżyć |
| --------------------------------------------- | ----------------------------- |
| I                                             | 73-95%                        |
| II                                            | 50-65%                        |
| III                                           | 20-40%                        |
| IV                                            | 9%                            |

## Klasyfikacja zaawansowania klinicznego
Klasyfikacja FIGO z 2009 roku:
| Stadium | Opis |
| ------- | --- |
| I       | Nowotwór ściśle ograniczony do trzonu macicy                                                                 |
| Ia      | Brak nacieku lub głębokość nacieku obejmuje <50% mięśniówki                                                  |
| Ib      | Naciek obejmuje ≥50% mięśniówki                                                                              |
| II      | Nowotwór nacieka podścielisko szyjki macicy, ale nie wychodzi poza macicę                                    |
| III     | Lokalne i regionalne naciekanie                                                                              |
| IIIa    | Rak nacieka surowicowkę macicy i/lub przydatki                                                               |
| IIIb    | Przerzuty do pochwy i/lub przymacicz                                                                         |
| IIIc    | Przerzuty do węzłów chłonnych miedniczych i/lub węzłow okołoaortalnych                                       |
| IIIc1   | Zajęte węzły miedniczne                                                                                      |
| IIIc2   | Zajęte węzły okołoaortalne z zajętymi lub nie węzłami miednicy                                               |
| IV      | Naciek pęcherza moczowego i/lub śluzowki odbytnicy i/lub odległe przerzuty                                   |
| IVa     | Naciekanie nowotworowe błony śluzowej pęcherza moczowego i/lub odbytnicy                                     |
| IVb     | Przerzuty odległe obejmujące przerzuty do węzłów chłonnych pachwinowych i węzłów chłonnych w jamie brzusznej |